# Sunday Morning Coming Down
Singles de Ray Stevens (chanteur)
Along Came Jones
(1969) Have a Little Talk with Myself
(1970)
Singles de Johnny Cash
What Is Truth
(1970) Flesh and Blood
(1970)
Sunday Mornin' Comin' Down (ou Sunday Morning Coming Down) est une chanson écrite par Kris Kristofferson et popularisée par Johnny Cash.
La chanson a été originellement enregistrée par le chanteur américain de country Ray Stevens. Sa version est sortie en 1969 et a atteint la 55e place du classement country « Hot Country Singles » du magazine musical Billboard et la 81e place du classement pop de Billboard (Billboard Hot 100).
La version de Johnny Cash est sortie en 1970 sur son album live The Johnny Cash Show (Columbia KC 30100)) et en single extrait de cet album (Columbia 4-45211, avec I'm Gonna Try to Be That Way en face B),,,,. Elle a passé deux semaines à la 1re place du classement country « Hot Country Singles » du magazine musical Billboard et a atteint la 46e place du Billboard Hot 100.

## Classements

### Version de Ray Stevens
| Classement (1969)           | Meilleure position |
| --------------------------- | ------------------ |
| États-Unis (Country Songs)  | 55                 |
| États-Unis (Hot 100)        | 81                 |
| Canada (RPM Country Tracks) | 46                 |
| Canada (RPM Top Singles)    | 59                 |

### Version de Johnny Cash
| Classement (1970)                     | Meilleure position |
| ------------------------------------- | ------------------ |
| États-Unis (Country Songs)            | 1                  |
| États-Unis (Hot 100)                  | 46                 |
| États-Unis (Billboard Easy Listening) | 13                 |
| Canada (RPM Country Tracks)           | 1                  |
| Canada (RPM Top Singles)              | 30                 |